# 小さな食卓
『小さな食卓』（ちいさなしょくたく）は、cinema staffの通算2枚目、メジャー1枚目のシングル。2013年2月20日に、ポニーキャニオンからリリースされた。

## 概要
前作「into the green」から、約9ヶ月ぶり、またシングルとしては「水平線は夜動く」から、約2年1ヶ月ぶりのリリースである。また、「西南西の虹」と同時発売である。また2222枚限定の、完全限定生産シングルである。また、ミュージック・ビデオと、ドキュメント映像を収録した、DVDが付属している。
さらに、「小さな食卓」をモチーフにした、ショートフィルムが、高橋久美子の脚本で制作されており、自宅半径数十メートルを舞台とした作品に仕上がっている。メンバーも、「初めて自分たちの作品に触れたとは思えないほど、イメージが一致している。一個人としてリスペクト出来る」と評している。
ジャケット写真は、LOSTAGEの五味岳久が、本作と「西南西の虹」の両方を手掛けている。

## 収録曲

### CD
（全作詞：三島想平、作曲・編曲：cinema staff）
1. 小さな食卓 [4:02]
タイトルの通り、「食卓」をテーマにした楽曲[4]。
リリースの2年前から存在している楽曲であり、1stアルバム「cinema staff」の収録候補であった[3]。
MVは、体は人間、頭が魚で出来ている人たちの日常を描いた、シュールなものとなっている。

### DVD
1. 小さな食卓(Music video)
2. レコーディングドキュメント